# Bonaterra
Bonaterra és una entitat singular de població del municipi d'Albinyana (Baix Penedès) situada a l'est del terme municipal, entre el torrent de Mas Manyer i la riera de la Bisbal.
Estadisticament està dividit en dos nuclis, Bonaterra I, amb una població de 89 habitants (2020) i Bonaterra II, on hi viuen 589 persones (2020).
Bonaterra és un nucli que va néixer com un grup de casetes d'autoconstrucció, al pas de la carretera C-51 entre el Vendrell i Valls, durant la dècada de 1960 a 1970 i més endavant va reeixir com una urbanització (1989).